# Дем'єн Герст
Дем'єн Стівен Герст (англ. Damien Steven Hirst, 7 червня 1965, Бристоль, Велика Британія) — англійський митець, найвидатніший член групи, відомої як «Young British Artists», та на цей день найбагатший митець. Найвидатніший член групи сучасних художників Молоді британські митці та на цей день найбагатший митець. Герст був провідником британського мистецтва протягом 1990-х і здобув міжнародне визнання. Протягом 1990-х років його кар'єра була тісно пов'язаною з колекціонером Чарльзом Саатчі, але щораз дужчі сутички[джерело?] призвели до закінчення їхніх взаємин у 2003 році.
Смерть є основною темою в роботах Герста. Він зажив слави завдяки своїй серії, що складається з мертвих тварин (зокрема акули, вівці й корови), законсервованих у формальдегіді. «Фізична неможливість смерті в свідомості когось живого» (англ. The Physical Impossibility of Death in the Mind of Someone Living) — тигрова акула завдовжки 4,3 метра, занурена у формальдегід усередині бака-вітрини — стала показовою роботою течії Britart для всього світу. Її продаж 2004 року зробив Герста найдорожчим живим митцем після Джона Джаспера, якого він випередив у 2008.
Від 25 квітня до 20 вересня 2009 року тривала виставка Дем'єна Герста «Реквієм» у київському центрі сучасного мистецтва PinchukArtCentre. Меценат та засновник цього центру український олігарх Віктор Пінчук — є одним з найбільших колекціонерів творчості Дем'єна та його другом.
22 листопада 2018 року у місті Доха (Катар) на території дослідного центру Sidra Medicine Hospital, що займається жіночим здоров'ям, була відкрита артінсталяція художника під назвою «Чудова подорож». Вона включає 14 великих бронзових статуй заввишки від 5 до 11 метрів. Вони демонструють процес розвитку ембріона в організмі жінки. Сумарна вага статуй становить 216 т.